# John Briggs
Pour les articles homonymes, voir Briggs.
John V. Briggs (né à Mitchell, dans le Dakota du Sud, le 8 mars 1930 et mort le 15 avril 2020) est un homme politique californien qui a été successivement membre de l'Assemblée de l'État de Californie (1967-1977) puis sénateur de Califronie (1977-1981). Il est surtout connu pour sa proposition 6 (1978), qui visait à interdire le monde de l'enseignement aux homosexuels.